# Милутинова грамота за градежа на морския пирг на Хилендар
Милутиновата грамота за градежа на морския пирг на Хилендар (на сръбски: Оснивачка повеља краља Милутина Хиландарском пиргу на мору), известна и като Първа грамота за пирга Хрусия, е дарствен хрисовул, издаден през 1302 или 1300 година на Хилендарския манастир от сръбския крал Стефан II Милутин, с който кралят дарява на манастира новоизградената на атонския бряг отбранителна кула (пирг) с храм Свети Спас (или Възнесение Христово). От съдържанието на документа става ясно, че тъй нареченият пирг Хрусия е издигнат по молба на хилендарския игумен Кирияк и хилендарското братство, за да служи като защита на манастира срещу нападения на хусари, които тормозели Хилендар през предходните години.
Грамотата е запазена в оригинал, който е открит през първата половина на XIX век в Хилендарския манастир. В началото на 30-те години XX век е установено, че тя е изчезнала от архива на манастира. През 1940 г. се появява в Белград, където е откупена за сбирката на югославския принц Павел Караджорджевич. През 1941 г. принцът напуска страната и най-вероятно отнася със себе си колекцията от старинни документи, в която е и оригиналната Милутинова грамота. Оттогава следите ѝ изчезват за дълго време. В Белград остава само един неин препис от началото на XV век и фотокопие на оригинала. През ноември 2006 г. оригиналната грамота се появява заедно с части от архива на принц Павел в Пенсилванския университет. Днес тя се съхранява в колекцията на Колумбийския университет в Ню Йорк, САЩ.

## Характеристики
Оригиналната грамота е изписана с черно мастило върху пергаментов лист с размер 196 x 616 мм. Писмото ѝ е уставно от втората половина XIII и началото на XIV век. Документът завършва с подписа на краля, изписан с червено мастило: Вь Христв Бога благовѣрни Стефань Оурошь крал. Кръстовете преди и след кралския подпис и инициалът (Б) в началото на грамотата също са изписани с червено мастило. Преди инициала има червено петно – най-вероятно от инвокационен кръст, изписан с червено мастило, който с времето се е заличил.
В края на грамотата е изписана датата на нейното издаване – година 6810, слънчев кръг 22, лунен 8, индикт 13. Годината и месечният кръг съвпадат с 1302 г., но слънчевият кръг и индиктионът не им отговарят – те съответстват на 1300 г.
Документът е снабден с кралски печат от позлатено сребро, прикрепен посредством червена копринена връв, прекарана през три прореза в долната част на пергамента. Печатът е леко повреден от неуспешен опит за отделянето му. Върху лицевата му страна е изобразена фигурата на краля, по византийски маниер стъпил върху подножник (супедион). Върху главата си носи куполовидна корона, украсена с препендули. Облечен е в дивитисион с украсени ръкави и лорос, преметнат през лявата ръка, с която държи акакий под формата на свитък; с дясната ръка държи дванадесетокрилен кръст. Надписът от тази страна на печата е разположен в кръг по ръба на печата и около фигурата на краля и гласи Степань ѡ Христе Боꙁе верьни краль сь Богомь. На реверса на печата е изобразен св. Стефан в цял ръст, стъпил върху подножник. Около главата – нимб. В дясната си ръка държи кандилница, а в лявата – дискос. Надпис по ръба на печата, в кръг около фигурата на светеца, който гласи Свети Степань првомꙋченикь арьхидиѣконь ап҃ль.

## Издания
- Аврамовићь, Димитрые (1848). Света Гора са стране вере, художества и повеснице, бр. 2. Београд
- Miclosich, Franz (1858). Monumenta Serbica spectantia historiam Serbiae, Bosnae, Ragusii. Viennae, pp. 65 -66, https://ia800904.us.archive.org/29/items/monumentaserbic00miklgoog/monumentaserbic00miklgoog.pdf
- Новаковић, Ст (1912). Законски споменици српских држава среднњега века. Београд, pp. 457 – 476
- Korablev, B. (1915). Actes de Chilandar slaves. Deuxième partie publiés par В. Korablev. Actes de Chilandar, publiés par le R. P. Louis Petit et В. Korablev. – ВИЗАНТІЙСКІЙ ВРЕМЕННИКЪ, Приложеніе къ XIX тому. № 1., Actes de l’Athos. V,  402 – 403, http://www.vremennik.biz/opus/BB/XIX/58351
- Соловјев, Александар (1926). Одбрани споменици српког права (од XII до краја XV века). Београд, pp. 82 – 83, http://pb04.twirpx.net/2695/2695268_A379381C/solovjev_aleksandar_odabrani_spomenitsi_srpskog_prava_od_xii.pdf
- Илиевска, К.; Милкпвиќ-Пепек, П.; Мошин, В.; Николовска, С.; Ношпал-Никуљска, Н.; Петров, К.; Славева, Л.; Томовски, Т. (1975). Споменици за средновековната и поновата историја на Македонија, Том I. Скопје, pp. 293 – 296
- Веселиновић, Андрија (2010). Оснивачка повеља краља Милутина за Хиландарски пирг на мору са Храмом Спасовим, Стари српски архив, књ 9 (2010). Београд: Универзитет у Београду, Филозофски факултет, pp. 19 – 24
- Мошин, Владимир; Ћирковић, Сима; Синдик, Душан (2011). Зборник средњовековних ћириличких повеља и писама Србије, Босне и Дубровника. Књ. 1, 1186 – 1321., Том 9 от Извори за српску историју / Историјски институт, Београд; књ. 9. Ћирилички извори; књ. 1. Београд, pp. 349 – 351, ISBN 978-86-7743-090-0, https://books.google.com/books?id=yeqKDwAAQBAJ&pg=PA349